# Jay Boekelheide
Jay Boekelheide é um sonoplasta estadunidense. Venceu o Oscar de melhor edição de som na edição de 1984 por The Right Stuff.